# سورین میهم
سورین میهم (انگلیسی: Severin Mihm؛ زادهٔ ۱۲ آوریل ۱۹۹۱) بازیکن فوتبال اهل آلمان است.
از باشگاه‌هایی که در آن بازی کرده‌است می‌توان به باشگاه فوتبال انرژی کوتبوس اشاره کرد.